# Les Sauvages de la mer du Pacifique
Les Sauvages de la mer du Pacifique, encore appelé Les Voyages du capitaine Cook ou Paysages indiens est un papier peint panoramique dessiné par Jean-Gabriel Charvet et édité par la société Joseph Dufour et Cie de Mâcon en 1804.

## Historique
Une maquette annotée du papier peint est conservée au musée des beaux-arts de Lyon.
Jean-Gabriel Charvet s'inspire en grande partie du troisième voyage de Cook pour la réalisation de l'esquisse, puis par la suite du papier peint. Il est fort probable qu'il se soit même directement inspiré de certains dessins de John Webber, dessinateur lors du 3e voyage de James Cook.
Selon ses propres termes, Joseph Dufour l'édite avec l'intention d'« instruire et plaire, procurer une nouvelle jouissance à la fantaisie, toujours capricieuse, souvent dupe de son goût et si difficile à contenter ». 
La référence directe à l’Abrégé de l’histoire générale des voyages de Jean-François de La Harpe laisserait penser que Joseph Dufour avait la volonté de s'adresser à une classe moyenne, ce dernier ouvrage ayant été mieux diffusé que celui de James Cook.
Ce papier peint fut présenté à la quatrième exposition des produits de l'industrie en 1806, à Paris.

« M. Joseph Dufour, de Mâcon, déjà connu avantageusement par sa fabrique de papiers peints, a expédié de nouvelles tentures, dont les sujets tirés des voyages du Capitaine Cook, sont peut-être ce que l’art a produit de plus curieux en ce genre ; peines, soins, sacrifices pécuniaires, rien n’a pu décourager M. Dufour. Des difficultés sans nombre étaient à surmonter ; tout était à créer ; il est enfin arrivé au but et au point de recueillir le fruit de ses longs travaux. »

Il s'agit de la première présentation au public de ce type de réalisation.

Il est possible que Joseph Dufour ait eu dès le départ l'intention de commercialiser ce papier peint à l'étranger, notamment aux États-Unis. Ainsi, en 1808, le Louisiana Courier annonce :

« SAVAGES OF THE SOUTH PACIFIC OCEAN. A beautiful decoration in paper, lately painted in Paris, and received per ship Franklin from Bordeaux. The painting is composed from discoveries made by Captain Cook, de la Pérouse, and other travellers, it represents a shaded Landscape, done by Nos. and on 20 widths of paper, 20 inches wide by 90 high, it is for sale at L.Fournier's, Royal Street... where may be had a large assortment of fashionable papers which he has just received. »

## Description

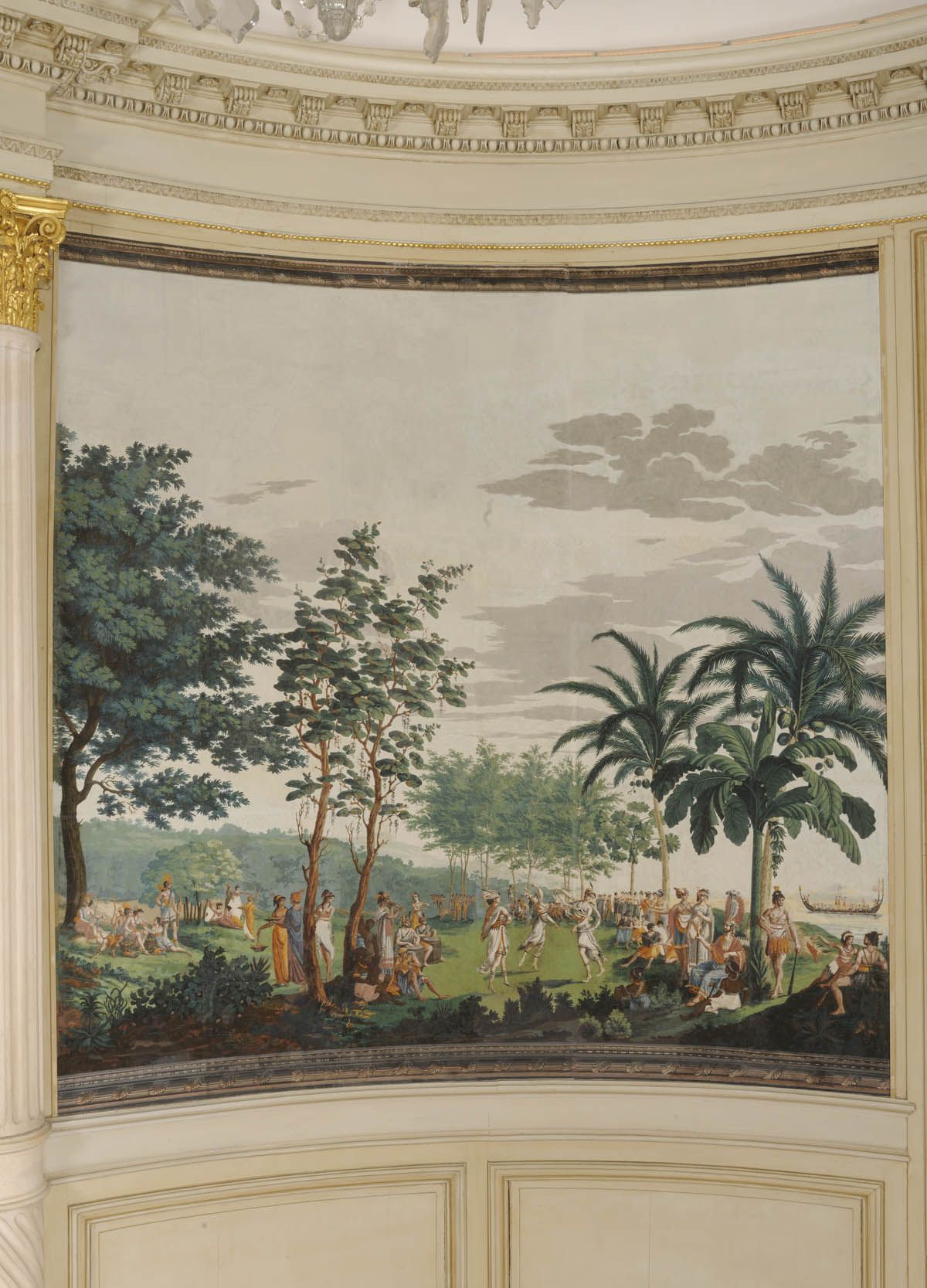
Exemplaire posé au château de Champlitte dans un salon ovale, lés 2 à 7, Collection Musées départementaux de la Haute-Saône

Ce papier peint représente en 20 lés une suite de scènes exotiques, parfois arrangées, représentant les voyages de James Cook, Louis Antoine de Bougainville et Jean-François de La Pérouse dans les îles du Pacifique au XVIIIe siècle.
Un manuel,décrit lé par lé le contenu de ce papier peint. Un exemplaire de ce manuel est conservé à la médiathèque de Mâcon. L'auteur de ce manuel, technique et historique, n'est pas indiqué : il est tantôt attribué à Joseph Dufour, tantôt Jean-Gabriel Charvet.
On retrouve parfois les différentes scènes montées avec colonnes et corniches autour de chaque scène,.
Chaque lé peut mesurer jusqu'à 3,20 mètres de haut et 54 cm de large, soit une largeur totale de 10 mètres. Le ciel occupe un grand espace en partie haute, permettant ainsi une découpe du papier peint pour l'adapter aux différentes hauteurs des lieux de pose.

## Technique
Impression à la planche de bois sur papier rabouté. Le fond est brossé à la main (pour donner la couleur générale du lé).
Contrairement à l'impression courante, le papier reste fixe et les planches de bois sont manipulées pour imprimer les motifs séparés par couleur.
Le papier rabouté permet aux différents lés de se chevaucher sans créer de sur-épaisseur.

## Lé par lé

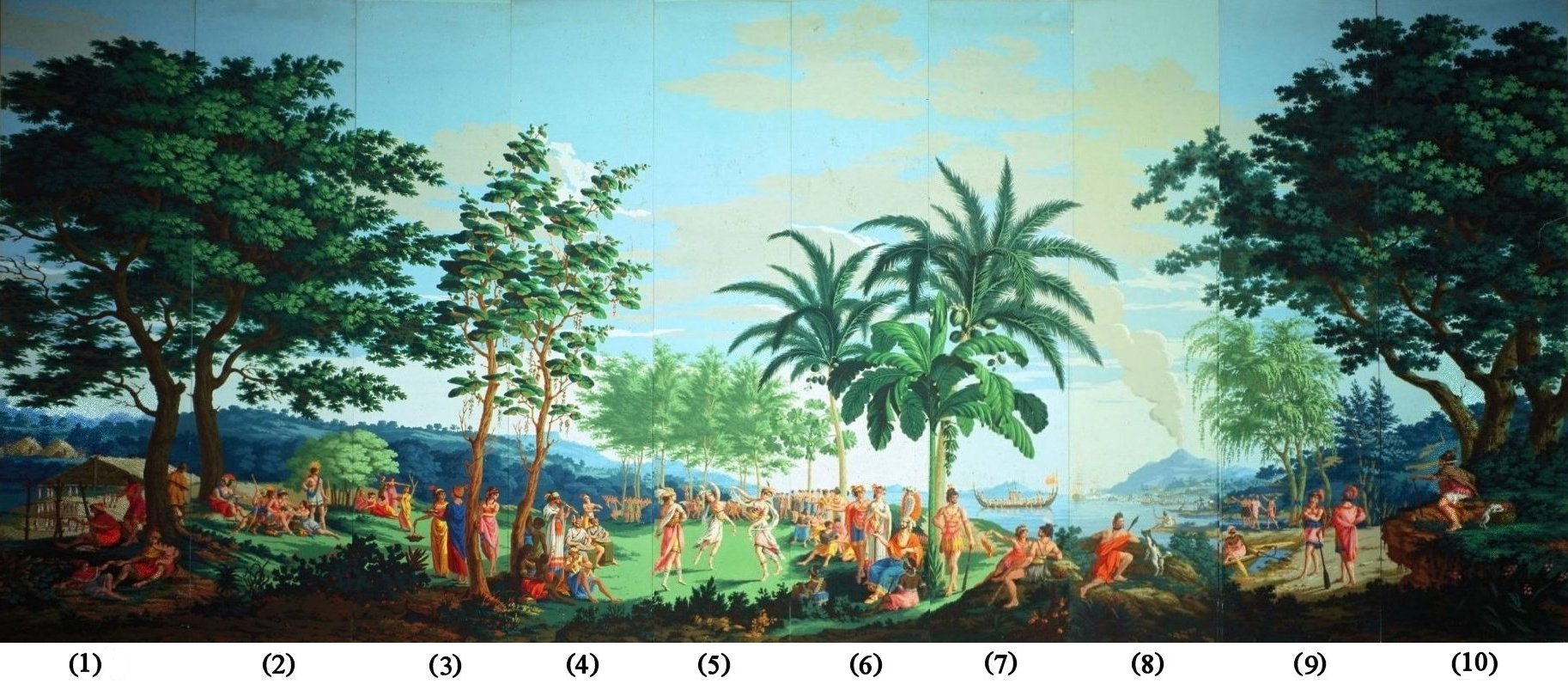
Les Sauvages de la Mer Pacifique, lés no 1 à 10 du papier peint dessiné par Jean-Gabriel Charvet et édité par Joseph Dufour

- Lé no 1 : habitants des îles Nootka, visitées par James Cook en mars 1778
- Lé no 2 : habitants des îles Uliétéa, visitées en 1777
- Lé no 3 : habitants de Happaée. James Cook fut reçu sur cette île par le roi Earoupa en mai 1777
- Lés no 4 à 6 : habitants d'Otahiti
- Lé no 7 : habitants de Tanna
- Lé no 8 à 9 : habitants des îles de Sandwich (Archipel d'Hawaï), décrits dans la seconde relâche du Capitaine Cook, en janvier 1779
- Lés no 10 à 11 : habitants de la Nouvelle-Zélande

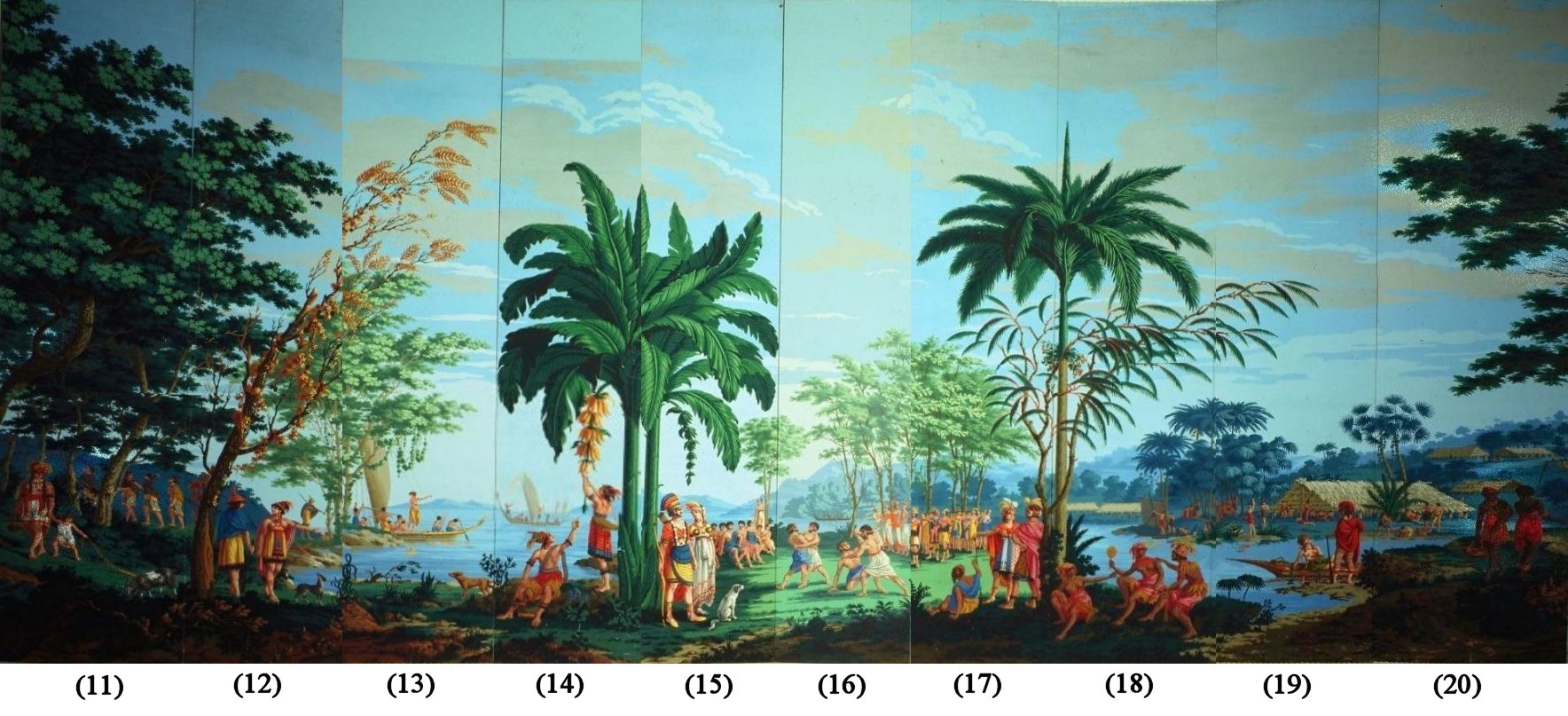
Les Sauvages de la Mer Pacifique, lés no 11 à 20 du papier peint dessiné par Jean-Gabriel Charvet et édité par Joseph Dufour.

- Lé no 12 : habitants de l'entrée du prince Guillaume, découverte en 1778 par James Cook
- Lé no 13 : habitants d'Annamooka, ou Annaamoka
- Lé no 14 : habitants de la Nouvelle-Calédonie, visitée en 1773
- Lé no 15 et 16 : habitants de Tongatabo, visitée en 1777 par James Cook
- Lé no 17 : habitants de Sainte-Christine, la plus peuplée des îles Marquises
- Lé no 18 : habitants des îles Marquises, visitée en 1773
- Lé no 19 : habitants de l'île de Pâques
- Lé no 20 : habitants des îles Pelow ou Palaos

## Les tableaux
Les lés assemblées par 5, 6 ou 10 forment des tableaux qui permettent d'adapter le papier peint quel que soit l'intérieur.

### Tableaux de 10 lés
- La danse des Otahïtiennes en présence du roi (1 à 10)
- Le spectacle de la lutte en présence des chefs des îles des Amis et de Sainte-Christine (11 à 20)

### Tableaux de 6 lés
- La danse d'Otahïti avec la mort du capitaine Cook (4 à 9)
- Le roi des ïles Pelow avec les peuples du cap Diemen et des îles de l'Amirauté (18 à 20 et 1 à 3)
- La lutte de Tongatabo, île des Amis (12 à 17)

### Tableaux de 5 lés
- La mort du capitaine Cook (8 à 12)
- La danse d'Otahïti (3 à 7)
- Le roi des île Pelow, les peuples du cap Diemen (18 à 20 et 1 et 2)
- La lutte à Tongatabo (13 à 17)

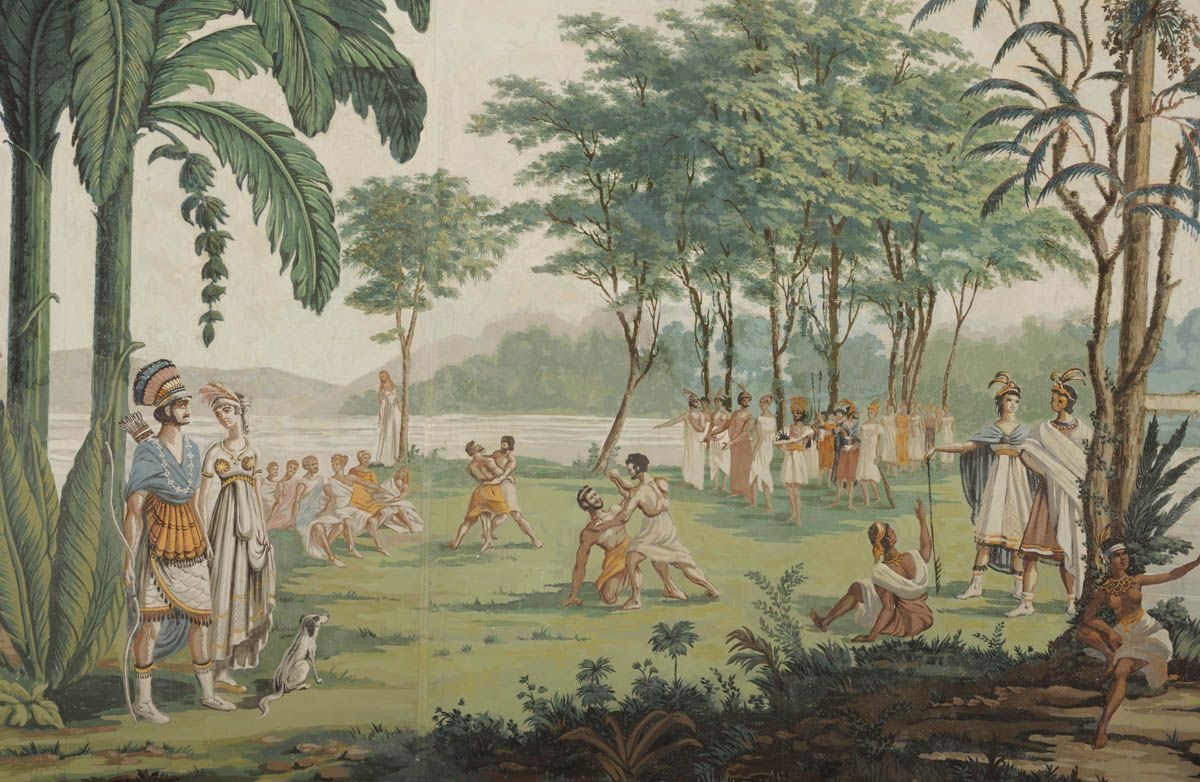
La lutte à Tongatabo
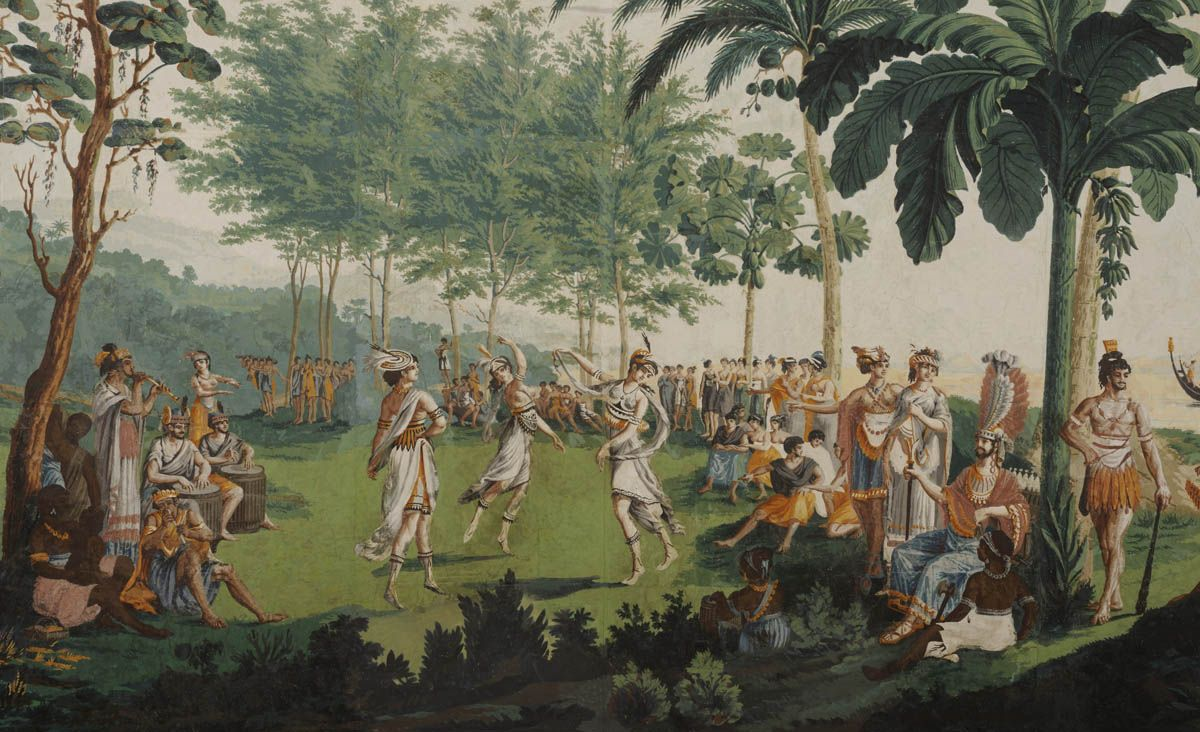
La danse d'Otahïti
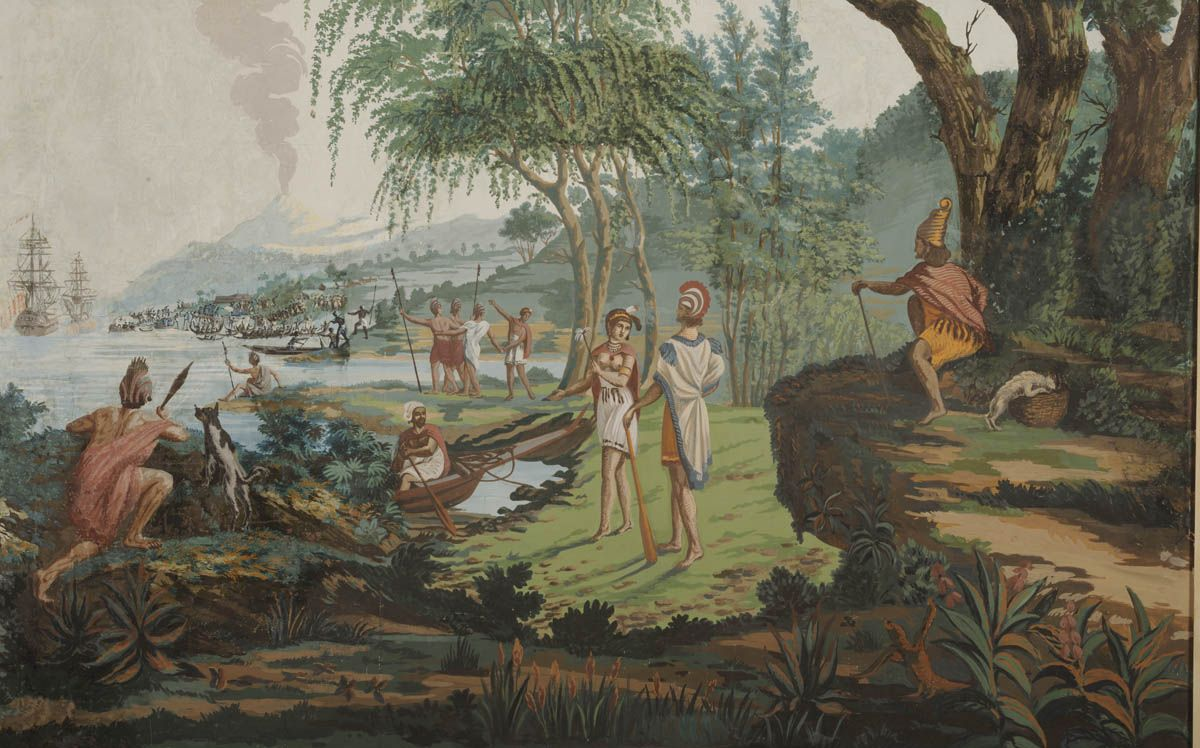
La mort du capitaine Cook

## Approche critique
Ce papier peint n'est en aucun cas à prendre comme une transcription réaliste de la géographie humaine et physique des territoires décrits. Même si ce papier peint est publié dans un contexte d'attrait général pour l'exotisme et sur fond de politique coloniale (Saartjie Baartman, la « Vénus hottentote » arrive en France en 1810), il n'en demeure pas moins un objet de décoration intérieure et non une publication scientifique.

Le livret descriptif indique ainsi : 

« On doit cependant aller au-devant de la censure raisonnable, en avouant aux historiens et aux géographes jusqu'à quel point on s'est permis d'user de la licence tolérée dans les arts, non seulement dans le rapprochement des sites et des actions, mais dans la réunion des peuples, séparés par des distances et par des dates que la raison la plus indulgente ne peut supporter qu'en faveur de la légèreté du motif. »

 
Et plus loin : 

« mais comment résister aux séductions du petit mensonge, lorsqu'en décrivant des objets inconnus, on veut beaucoup dire en peu de temps ou beaucoup montrer en peu d'espace. »

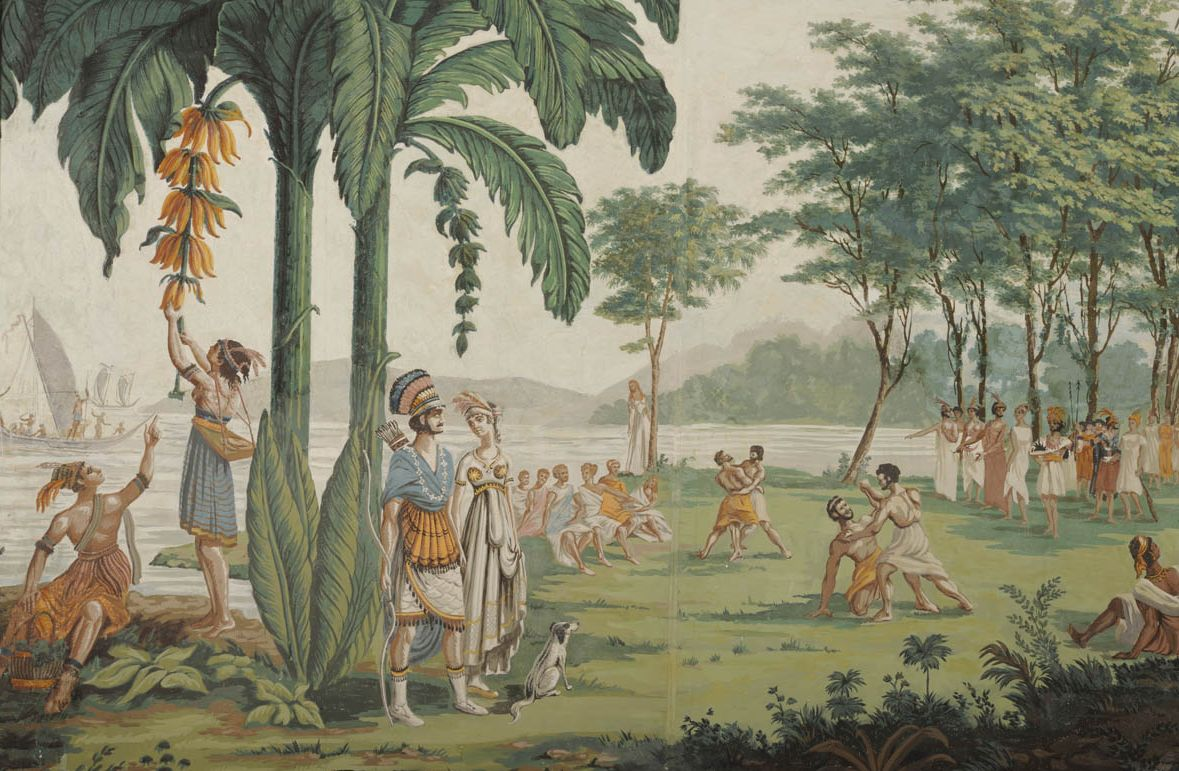
Détail du lé n°14 à gauche, exemplaire du château de Champlitte, Collection Musées départementaux de la Haute-Saône

À propos des cloisons nasales perforées du lé 14 : « Nous nous sommes permis de supprimer ces signes ridicules, dans un tableau qui ne doit offrir que des objets agréables aux yeux du public », phrase sincère attestant l'influence du goût de l'époque, voire sa primauté, sur la représentation graphique de l'autre.
Les jugements ethnocentriques parcourent le livret descriptif : « Ils se percent les oreilles pour les alonger [sic] d'une manière ridicule » ou encore « mais les femmes ont surtout les formes du corps extrêmement gracieuses et délicates ; les doigts de leurs mains sont si jolis, qu'ils peuvent être comparés à ce que l'on connaît de mieux en Europe dans ce genre de beauté. »
De là, ils décrivent en creux la part de jugement que la représentation comporte.
Le livret évoque également de nombreuses pratiques de scarifications, de modifications du corps, de pratiques sacrificielles et cannibales que l'auteur s'abstient de figurer par respect des conventions de décoration intérieure.
Ces quelques exemples (qui pourraient se multiplier) attestent du caractère romantique de l'œuvre et la place bel et bien  dans le domaine de la création artistique d'inspiration, et ce de manière assumée, plutôt que dans le domaine du témoignage historique.
Après la période révolutionnaire, ce papier peint s'inscrit dans une lignée de représentation idéalisée de l'Homme vivant en harmonie avec la nature dans une ambiance apaisée.

## Exemplaires
Il existe plusieurs exemplaires de ce papier peint panoramique dans des collections publiques françaises :
- au musée des Ursulines de Mâcon
- au musée départemental Albert et Félicie Demard, Champlitte[20],[21]
- au musée des arts décoratifs de Paris[22]

Mais également au niveau international :
- à la Galerie d'Art de Nouvelle-Galles du Sud (Australie)
- au musée Historic Deerfield (Deerfield, Massachusetts)
- à la Honolulu Academy of Arts
- aux Fine Arts Museums of San Francisco
- à la National Gallery of Australia[23]

Il existe 44 exemplaires recensés par la Galerie d'Art de Nouvelle-Galles du Sud :
– dont 5 exemplaires conservés in situ ;
– dont 16 versions complètes de 20 lés et plus ;
– répartis en Australie, Belgique, Angleterre, Canada, France, Allemagne, Italie, Irlande, Suède et États-Unis.
Pour l’anecdote, on aperçoit un exemplaire du papier-peint dans le film Bécassine ! dans certaines scènes tournées à l'intérieur du château de Villiers-le-Bâcle.
Un exemplaire avec absence des lés 1 et 17 passe en vente publique le 7 août 2016 à Biarritz (Carayol Enchères), estimé entre 60 000 € et 80 000 € euros.

## Sonographie
- Entretien à propos des papiers-peints, Bernard Jacqué, ancien conservateur du musée du papier-peint à Rixheim, 2012, Musées départementaux de la Haute-Saône http://www.musees-franchecomte.com/index.php?p=884&art_id=2479
- La restauration des papiers peints en 2004, Marie Jaccottet, restauratrice d’œuvres d’art sur papier , 2012, Musées départementaux de la Haute-Saône http://www.musees-franchecomte.com/index.php?p=884&art_id=2479
- Les papiers peints à l’époque de Rousseau ou du mythe du Bon sauvage, Nathalie Gartner, professeur de philosophie, 2012, Musées départementaux de la Haute-Saône http://www.musees-franchecomte.com/index.php?p=884&art_id=2479
- Lecture de la notice historique des papiers peints, Denis Hubleur, comédien, 2012, Musées départementaux de la Haute-Saône http://www.musees-franchecomte.com/index.php?p=884&art_id=2479